# جون دان (مؤرخ)
جون دان (بالإنجليزية: John Dunn)‏ هو مؤرخ وعالم سياسة بريطاني، ولد في 9 سبتمبر 1940.